# Ямка (парк)
Парк Ямка — городской парк в историческом центре Петрозаводска. Находится на территории, ограниченной проспектом Карла Маркса, рекой Лососинкой и стадионами Юность и Спартак.

## История
Большой овраг, образовавшийся в 1800 году в центре Петрозаводска в результате наводнения и прорыва плотины на реке Лососинка, горожане стали называть «Ямкой». В овраге добывали песок, складировали шлаки литейных цехов Александровского пушечного завода.
В 1934 году по проекту архитектора В. П. Яковлева, в рамках благоустройства, в «Ямке» был разбит Парк Онежского тракторного завода с многочисленными аллеями и дорожками, с высаженными саженцами разных видов деревьев: каштан конский обыкновенный, дуб черешчатый, клён приречный и др. В апреле 1935 г. в Центральном саде (Ямке) в рамках общегородского субботника по благоустройству города было высажено более 1000 деревьев.
В настоящее время в парке растёт более сорока разнообразных видов деревьев и кустарника.

## Фотогалерея
|            |                  |          |                              |                      |
| Сад камней | Лестничный спуск | Листопад | Рынок в Ямке (начало 1900-х) | Ямка (начало 1900-х) |